# One by One
One by One je čtvrté studiové album skupiny Foo Fighters, bylo vydané v roce 2002. Je prvním albem Foo Fighters, na kterém si na kytaru zahrál Chris Shiflett. V roce 2004 získalo cenu Grammy za Nejlepší rockové album.

## Seznam skladeb
Všechny písně napsali Dave Grohl, Taylor Hawkins, Nate Mendel and Chris Shiflett.
| Pořadí | Název                | Délka |
| ------ | -------------------- | ----- |
| 1.     | All My Life          | 4:24  |
| 2.     | Low                  | 4:28  |
| 3.     | Have It All          | 4:58  |
| 4.     | Times Like These     | 4:26  |
| 5.     | Disenchanted Lullaby | 4:33  |
| 6.     | Tired of You         | 5:12  |
| 7.     | Halo                 | 5:06  |
| 8.     | Lonely As You        | 4:37  |
| 9.     | Overdrive            | 4:30  |
| 10.    | Burn Away            | 4:59  |
| 11.    | Come Back            | 7:58  |

## Nástrojové obsazení
- Dave Grohl – zpěv, kytara, bicí
- Chris Shiflett – kytara
- Nate Mendel – baskytara
- Taylor Hawkins – bicí
- Brian May - kytara v "Tired of You"